# Bagrus affinis
Bagrus affinis és una espècie de peix de la família dels bàgrids i de l'ordre dels siluriformes.